# Барановская, Татьяна Николаевна
Татьяна Николаевна Барановская (26 июля 1987, Москва) — российская спортсменка, чемпионка мира по спортивной акробатике в номинации «Женские групповые упражнения» на чемпионате мира по акробатике 2008 в Глазго (вместе с Тамарой Турлачёвой и Ириной Борзовой). Тренировалась под руководством Натальи Мельниковой и хореографа Людмилы Артемьевой в детско-юношеской спортивной школе олимпийского резерва № 46 г. Москвы (район Бирюлёво Восточное).

## Спортивные достижения
- Бронза на Кубке мира по акробатике во Франции (2008)[1][2].
- Золото на чемпионате мира по акробатике в Глазго (2008).